# Con Walsh
Con Walsh, właśc. Cornelius Edward Walsh (ur. 24 kwietnia 1885 w Carriganimma, w hrabstwie Cork, zm. 7 grudnia 1961 w Seattle) – kanadyjski lekkoatleta (młociarz), medalista olimpijski z 1908.
Urodził się w Irlandii. Uprawiał futbol gaelicki i lekkoatletykę. Zarówno przed, jak i po wyemigrowaniu do Kanady w 1907 ustanowił kilka rekordów świata w rzucie 56-funtowym ciężarem na wysokość.
Zdobył brązowy medal w rzucie młotem na igrzyskach olimpijskich w 1908 w Londynie, za innymi Irlandczykami Johnem Flanaganem i Mattem McGrathem reprezentującymi Stany Zjednoczone.
Był mistrzem Kanady w rzucie młotem w 1907, a także mistrzem Stanów Zjednoczonych (AAU) w rzucie 56-funtowym ciężarem w 1910 i w rzucie młotem w 1911 (oraz wicemistrzem w rzucie młotem w 1910).
Jego wynik w rzucie młotem 54,11 m, uzyskany 1 września 1911 w Pittsburghu, był nieoficjalnym rekordem świata oraz oficjalnym rekordem Kanady.
Po zakończeniu kariery sportowej pracował jako policjant w Seattle. Zmarł wskutek upadku do szybu windowego.